# Ad Age
Ad Age (conocida como Advertising Age hasta 2017), es una marca de medios global que publica noticias, análisis y datos sobre marketing y medios de comunicación. Su revista homónima se inició como un periódico de gran formato en Chicago en 1930. Hoy en día, su contenido aparece en diversos formatos, como su sitio web, boletines diarios por correo electrónico, canales sociales, eventos y una revista impresa bimensual.
Ad Age tiene su sede en la ciudad de Nueva York. Su empresa matriz, Crain Communications, tiene su sede en Detroit y es una editorial privada con más de 30 revistas, entre las que se encuentran Autoweek, Crain's New York Business, Crain's Chicago Business, Crain's Detroit Business y Automotive News.

## Historia
Advertising Age se lanzó como un periódico en Chicago en 1930 aunque en el siglo XXI se convirtió en una plataforma que promueve información sobre diferentes aspectos del sector publicitario como creatividad, análisis de información, profesionales, cultura e innovación.
Su primer editor fue Sid Bernstein, conocido por los lectores por sus Con-SID-erations. El sitio web AdCritic.com fue adquirido por The Ad Age Group en marzo de 2002. Una revista comercial de la industria, BtoB, se incorporó a Advertising Age en enero de 2014.
En 2017, la revista acortó su nombre a Ad Age y renovó su imagen de marca. En 2018 contaba con más de 60.000 suscriptores y sus espacios online recibían más de 2,4 millones de visitantes. Cada año, Ad Age publica la lista Women to Watch que reconoce las mujeres más destacadas del año en el campo del marketing, la publicidad y los medios.

## Reconocimiento
Ad Age, nombrada en 2014 por The New York Times como "la publicación más grande en el campo del comercio publicitario", publicó en 1999 una lista de los 100 mejores profesionales en la historia de la publicidad. Entre ellos se encontraban Alvin Achenbaum, Bill Backer, Marion Harper Jr., Mary Wells Lawrence, ACNielsen, David Ogilvy y J. Walter Thompson.
En 1980, Henderson Advertising, fundada en 1946 por James M. Henderson en Greenville, Carolina del Sur, se convirtió en la primera agencia fuera de Nueva York o Chicago en ser nombrada "Agencia de publicidad del año" de Advertising Age.

## Controversia
Treinta años después del titular publicado por Ad Age "¡Las armas deben desaparecer! ", el hijo mayor del fundador de la revista escribió "Nada de lo que Ad Age ha hecho antes o después (de ese titular) ha provocado una respuesta más grande". La revista recibió peticiones de "cancelar mi suscripción" por lo que describían como "la primera vez que veo a Advertising Age salir de su campo". El editorial de Ad Age se publicó en respuesta al asesinato de Robert F. Kennedy en 1968.